# Austrarchaea hickmani
Austrarchaea hickmani là một loài nhện trong họ Archaeidae. Loài này phân bố ở Victoria.